# École nationale supérieure des arts appliqués et des métiers d’art
A párizsi École nationale supérieure des arts appliqués et des métiers d'art (ENSAAMA) egy nyilvános művészeti és műszaki oktatási intézmény, amely Párizs 15. kerületében, a rue Olivier-de-Serres-ben található (néha "Olivier-de-Serres iskolának" nevezik).
Az ENSAAMA ma egy állami iskola, ahol 710 diák vesz részt posztgraduális képzésben, sokrétű szakmai jelleggel.

## Híres diplomások
- Daniel Buren, francia festő, szobrász, konceptualista művész
- Michel Gondry, francia forgatókönyvíró, film-, reklámfilm- és kliprendező